# Puruhá (ètnia)
Els puruhá van ser ètnias nombroses d'indígenes que ocupaven les províncies de Chimborazo, Bolívar, Tungurahua i part de Cotopaxi de la república de l'Equador. Van tenir una monarquia federativa, on cada curaca governava independentment el seu propi poble; però en casos greus relatius al benestar general, tots els caps s'ajuntaven a deliberar en assemblea comuna, presidida pel curaca. Tenien un govern ben organitzat i lleis que arreglaven la successió al poder. La monarquia era hereditària i succeïa sempre el fill home. Es diu que l'inca Atahuallpa era fill d'una dona puruhá del llinatge Duchicela però la documentació històrica no ho ha pogut comprovar.
Existeix un conflicte en qüestions de considerar-los poble o nació, ja que diversos erudits han tingut posicions oposades en reconèixer-lo o no com una nació cultural. Una altra de les raons principals és que algunes comunitats o pobles estan en procés d'autodefinició o de conformació legal, i inclusivament estan en ple desenvolupament investigatiu, per la qual cosa les seves conseqüències no estaran definides sinó a futur.

## Història
La història aborigen equatoriana comprèn els períodes coneguts com: Paleo-Indi, període Formatiu, període de Desenvolupament Regional, període d'Integració. Dins del període d'Integració (500 a 1500 d.C.) s van formar grups de nacions amb una extensió territorial pròpia amb governs independents. Els principals nuclis i nacionalitats aborígens que van habitar el territori nacional abans de la invasió dels inques i de la conquesta espanyola van ser:
- Sierra: Pastos, Quitus, Puruhaes, Cañaris i Paltas, etc
- Costa: Cayapa, Atacama, Mantas, Huancavilcas i Punaes, etc
- Oriente: Quijos, Cofanes, Jíbaros (Shuars), etc.

### Períodes de la Cultura Puruhá
Durant el període d'Integració a la província de Chimborazo, van succeir diversos sub-períodes; Protopanzal de la nació Puruhá, el període Sant Sebastià o Guano, el període Elenpata, el període Huavalac, i finalment el període Incaic.
El nom de Nació Puruhá està subjecte a discussió per diversos investigadors. Aquiles Pérez, atribueix el nom de Puruhá per diverses parcialitats que existien amb aquest nom en aquesta regió, i com Puruhuay com a apel·latiu, els puruhá van habitar les terres de Guano al Chibunga no obstant això els cronistes espanyols van denominar com Puruhayes a totes les parcialitats de la província de Chimborazo.
El topònim Puruhuay prové del colorado puru, que significa "turó" i guay, "casa gran"; una altra interpretació segons Fra Maldonado, capellà de Xuxi, San Andrés, Puruhá es traduiria del cayapa buru, "lloc sagrat" i ha, "permanència", per tant significaria "lloc sagrat de permanència". Pérez assenyala que la veritable paraula és Puruguay, del cayapa bur: "lloc sagrat", hua: "gran" i ai: "sogra", per tant significaria "sogra gran de lloc sagrat".

## Ubicació geogràfica
Està assentat en la província de Chimborazo, en vuit cantons:
1. Cantó Riobamba, a les parròquies de Riobamba, Yaruquíes, Cacha, Calpi, Flores, Licto, Pungalá, Punín, Quimiag, San Juan i San Luis.
2. Cantó Alausí, a les parròquies d'Alausí, Achupallas, Guasuntos, Multitud, Pumallacta, Sibambe i Tixán.
3. Cantó Colta, a les parròquies de Cajabamba, Santiago de Quito, Sicalpa, Cañi, Columbe i Juan de Velasco.
4. Cantó Chambo, a la parròquia de Chambo.
5. Cantó Guamote, a les parròquies de Guamote, Cebadas i Palmira.
6. Cantó Guano, a les parròquies de La Matriz, El Rosario, Ilapo, San Andrés, San Isidro de Patulú i Valparaíso.
7. Cantó Pallatanga, a la parròquia de Pallatanga.
8. Cantó Penipe, a les parròquies de Penipe, El Altar, Matus, Puela, San Antonio de Bayushig i Bilbao.
9. Cantó Cumandá a la parròquia de Cumandá.

La població estimada d'aquesta nacionalitat és de 200 000 habitants aproximadament, organitzats en al voltant de 780 comunitats. Són bilingües, la seva llengua mare el kichwa i l'espanyol com a segona llengua.

## Pràctiques productives
Aquesta nacionalitat es dedica a l'agricultura utilitzant abonament orgànic i tècniques artesanals: arada, jou; conreen hortalisses i cereals que adrecen una part al consum propi i una altra al mercat local i provincial; també realitzen labors ramaderes; elaboració d'artesanies: ponxo, shigra, peces de vestir, etc. Aquestes activitats són realitzades amb mitjans artesanals i tecnològics, on són utilitzats circumstancialment tractaments químics.

## Indumentària
Cada comunitat puruhá proposa teixits amb unes certes particularitats, a més contextualitza les seves indumentàries amb elements simbòlics relacionat amb la naturalesa, deïtats, cosmos i la comunitat, constituint-se tots amb singular bellesa i una gamma de colors que no sols mostra la riquesa cultural i identitària, sinó que, a més, ens permet endinsar-nos a diferents codis i símbols que estan plasmats en cada element tèxtil.

### Chumpi
Les faixes, també dites chumpi en kichwa porten noms diferents depenent de la grandària i color. Existeixen les kawiña que mesuren 2 metres de llarg i 15 centímetres d'ample teixides amb una mescla de quatre colors que són el groc, el vermell, el verd i el blau; també les mama chumpi que mesuren un metre de llarg i l'ample pot variar de 15 fins a 30 centímetres; finalment, estan les wawachumpis que mesuren entre 2 i 3 metres de llarg i entre 15 i 20 centímetres d'ample i són teixides amb una mescla de colors més vius, com a rosat, vermells, verds i blancs.
La faixa va més enllà de formar part de la vestimenta indígena. És un conjunt de símbols, colors, formes, vivències i sabers que transcendeixen en la història i perpetuen la memòria col·lectiva dels pobles andins. Les faixes assemblen llibres oberts per a llegir la cultura, identitat i particularitats de cada poble, símbols i signes propis que transmeten la cosmogonia, cosmovisió i saviesa dels pobles andins.

### Vestimenta del Colta i Nord de Guamote
Al cantó Colta i nord de Guamote, les dones usen principalment la baeta o xal de color verd com un símbol de la naturalesa, ja que compten els avis que el color verd és color d'esperança. El anaco o faldilla negra és subjectada amb una mama chumbi de color vermell i amb la kawiña, com un símbol de força, que compta amb gràfics zoomorfas i antropomorfes que representa la història dels pobles. Els barrets de color blanc adornats amb cintes negres i fils de colors, els accessoris de tota dona puruhá són de color vermell com un símbol de protecció dels set txakra o els punts energètics.

## Festes i costums
Els Puruhaes celebren moltes festes, cal aclarir que diverses d'elles van ser imposades per la conquesta inca i després per l'espanyola. Les festes originàries van ser:
- La festa de la collita: Realitzada per la maduresa de les fonts de blat de moro el mes de juny.
- El nom del fill: Els pares del nen van de casa a casa fent un ritual en el qual s'utilitza una tisora, donant-li al final un nom en la seva llengua que representava les aspiracions, desitjos o alguna característica física del nen.
- La minga de la casa: Tots els indígenes acudien a la construcció d'una casa convertint-la en una festa ja que es repartia chicha i menjar.
- Matrimoni: L'home anava a la casa de la noia requerida amb un dot, el qual en ser acceptat marcava el tancament del tracte.
- El naixement: Considerat natural era executat en diferents posicions, en néixer el nen li posaven un nom, la mare no guardava repòs ni prenia aliments especials.
- Els enterraments: Fra Paz Maldonado cura de Sant Andrés de Xunxi compte que els morts sepultaven en les seves pròpies barraques amb les seves millors robes, amb aliment i beguda.
- Educació: Els pares compartien els seus coneixements als seus fills. L'anomenada tradició oral resguardava les històries.
- Llengua: Alfredo Costales Cevallos, diu que l'idioma originari va ser el puruhuay que amb el pas del temps i a les conquestes es va perdre i va ser reemplaçat pel kichwa.
- Ocupacions: Les dones s'encarregaven de la llar, de la criança dels fills, de les txacres i dels teixits. Els homes, es dedicaven a la pesca, caça, confecció d'armes, artesanies, les collites i al comerç.

## Pràctiques medicinals
Els puruhaes encara practiquen la medicina alternativa, utilitzen plantes medicinals tant per a curar com per a netejar desequilibris energètics, utilitzen animals per a diagnosticar estats de salut, com el Conill porquí; acostumen també a banyar-se en les cascades com a tractament per a curar els nervis; a més d'utilitzar aquests mitjans per a mantenir la salut, també fan ús de la medicina al·lopàtica, consumint els coneguts medicaments genèrics, els remeis químics i s'acudeix a l'hospital de la localitat en cas de problemes greus de salut.

## Costums, símbols i creences
Els puruhaes mantenen el costum d'una alimentació lligada als productes que dona la terra, per això la seva alimentació conté: cereals i hortalisses, máchica, arròs d'ordi, morocho, pastanaga i bròcoli; sumant a aquesta dieta fruites, carns i aliments processats industrialment. El seu costum i creences religioses estan vinculades a l'Església Catòlica, creences que avui dia s'entremesclen amb pràctiques pròpies de religiositat natural, on el vincle amb la naturalesa es torna simbòlic.